# Chicago Hope – Endstation Hoffnung
Chicago Hope – Endstation Hoffnung (Originaltitel: Chicago Hope) ist eine US-amerikanische Fernsehserie, die von David E. Kelley entwickelt wurde und von 1994 bis 2000 auf dem US-Sender CBS lief. In Deutschland wurde sie auf Sat.1, ProSieben, kabel eins und auf Nick in der Abendsparte Nick nach acht ausgestrahlt.

## Handlung
Im Mittelpunkt der Serie steht das hochmoderne Chicago Hope Hospital, in dem talentierte, aber auch problembeladene Ärzte arbeiten. Einer von ihnen ist Dr. Jeffrey Geiger, ein genialer Chirurg mit emotionalen Problemen, die in der psychischen Verfassung seiner Frau begründet liegen. Dr. Geigers bester Freund ist der Neurochirurg Dr. Aaron Shutt, der unter seiner Scheidung und unter der schlechten Beziehung zu seinem Vater leidet. Zum Team gehört auch die talentierte Herzchirurgin Dr. Kate Austin, die mit ihrer feministischen Einstellung und ihrem Ehrgeiz oft aneckt und mit Dr. Geiger um den Posten des Chefchirurgen konkurriert.
Zusammengehalten wird das Team des Krankenhauses, das aufgrund seiner hochbezahlten Ärzte und der aufwendigen technischen Ausstattung häufig mit finanziellen Problemen zu kämpfen hat, von Dr. Phillip Watters, der für sein Personal väterlicher Freund, Chef und Kollege zugleich ist.
Die Ärzte im Chicago Hope sehen sich nicht selten mit aufsehenerregenden wie auch skurrilen medizinischen Fällen konfrontiert und überschreiten dabei so manche medizinische, ethische und juristische Grenze. Die privaten Schicksalsschläge der Protagonisten beinhalten Scheidungen, Todesfälle im engsten Familienkreis, Entführungen und juristische Anklagen. Zugleich entwickeln sich zwischen einigen der Ärzte jedoch auch tiefe Beziehungen und Gefühle, die teilweise in Eheschließungen münden.
Im Laufe der 141 Episoden kam es zu zahlreichen Fluktuationen im Ärzteteam.

## Besetzung
| Rolle                     | Schauspieler       | Synchronsprecher                                       | Folgen                                                         |
| ------------------------- | ------------------ | ------------------------------------------------------ | -------------------------------------------------------------- |
| Dr. Phillip Watters       | Hector Elizondo    | Klaus Jepsen                                           | 1–141                                                          |
| Dr. Aaron Shutt           | Adam Arkin         | Jörg Hengstler                                         | 1–141                                                          |
| Dr. Kate Austin           | Christine Lahti    | Susanne Schwab                                         | 31–119; Gastauftritte: 23 – 30                                 |
| Dr. Jeffrey Geiger        | Mandy Patinkin     | Michael Christian                                      | 1–30, 120–141; Gastauftritte: 34, 42, 43, 60, 71, 74, 100, 119 |
| Dr. Jack McNeil           | Mark Harmon        | Andreas Thieck                                         | 47–141                                                         |
| Dr. Billy Kronk           | Peter Berg         | Thomas Petruo                                          | 13–119                                                         |
| Dr. Keith Wilkes          | Rocky Carroll      | Michael Walke (Staffel 3–5) Stefan Gossler (Staffel 6) | 46–141                                                         |
| Dr. Diane Grad            | Jayne Brook        | Marina Krogull                                         | 16–119                                                         |
| Dr. Dennis Hancock        | Vondie Curtis-Hall | Till Hagen                                             | 14–119                                                         |
| Dr. Danny Nyland          | Thomas Gibson      | Matthias Klages                                        | 3–71; Gastauftritt: 100                                        |
| Alan Birch                | Peter MacNicol     | Peter Reinhardt                                        | 1–30; Gastauftritt: 100                                        |
| Camille Shutt             | Roxanne Hart       | Karin Grüger                                           | 1–45; Gastauftritt: 100                                        |
| Dr. Lisa Catera           | Stacy Edwards      | Silvia Mißbach                                         | 76–119                                                         |
| Dr. Robert Yeats          | Eric Stoltz        | Viktor Neumann                                         | 98–119                                                         |
| Dr. Francesca Alberghetti | Barbara Hershey    | Kerstin Sanders-Dornseif                               | 120–141                                                        |
| Dr. Gina Simon            | Carla Gugino       | Claudia Lehmann                                        | 120–141; Gastauftritt: 119                                     |
| Dr. Jeremy Hanlon         | Lauren Holly       | Irina von Bentheim                                     | 120–141                                                        |
| Dr. John Sutton           | Jamey Sheridan     | Kaspar Eichel                                          | 28–45                                                          |
| Stuart Brickman           | Alan Rosenberg     | Kaspar Eichel                                          | 134–141; Gastauftritte: 117, 118, 120, 123, 125, 126, 130      |
| Dr. Arthur Thurmond       | E. G. Marshall     | Eric Vaessen                                           | 1–13                                                           |
| Angela Giandamenicio      | Roma Maffia        | Ulrike Lau                                             | 1–13                                                           |
| Dr. Nadine Winslow        | Victoria Dillard   | Andreschka Großmann                                    | 4 Gastauftritt: 2                                              |
| Hubert „Hugh“ Miller      | James Garner       | Claus Biederstaedt                                     | Gastauftritte: 138–141                                         |

## Hintergrund
Die Serie Chicago Hope – Endstation Hoffnung brach im US-Fernsehen einige Tabus. So wurden in der Episode 14 Tiefe Einschnitte der ersten Staffel aus dem Jahr 1995 die nackten Brüste einer Jugendlichen gezeigt (die diese darstellende Schauspielerin Elise Neal war zu diesem Zeitpunkt jedoch bereits Ende 20). Die in einem rein medizinischen Kontext (Themen Brustkrebs und plastische Chirurgie) stehende Darstellung wurde weitestgehend als für die Handlung sinnvoll und gerechtfertigt angesehen und erregte nur wenig Aufsehen. Darüber hinaus benutzte der Charakter Dr. Jack McNeil (gespielt von Mark Harmon) in einer Folge zum ersten Mal in einer US-Fernsehsendung das Wort “Shit”.
Chicago Hope konkurrierte in der Gunst der US-Zuschauer mit der populären Krankenhausserie Emergency Room – Die Notaufnahme und spielte in einigen Episoden auf den Rivalen an. So wird in einer Folge von Chicago Hope ein Werbefilm über das Krankenhaus gedreht, der den Vorspann von Emergency Room karikiert.
Mandy Patinkin verließ die Serie zwischenzeitlich aus gesundheitlichen Gründen, da er sich einer Hornhauttransplantation unterziehen musste und der Belastung einer wöchentlichen Serie nicht mehr gewachsen war.
Chicago Hope war 1998 die erste Serie in den USA, die regulär in HDTV ausgestrahlt wurde.

## DVD-Veröffentlichung
Die Staffeln 1 bis 6 sind zwischenzeitlich in englischer Sprache auf DVD erschienen.

## Auszeichnungen
Die Serie erhielt zahlreiche Auszeichnungen. So wurden die Schauspieler Christine Lahti und Hector Elizondo für ihre Leistungen in der Serie Chicago Hope  mit jeweils einem Emmy prämiert. Christine Lahti erhielt 1998 zudem einen Golden Globe.